# تي موبايل أرينا
تي موبايل أرينا هي صالة متعددة الأستخدامات تقع في لاس فيغاس ستريب، بارادايس، الولايات المتحدة وهي الملعب الرسمي لنادي فيغاس غولدن نايتس الذي يلعب في دوري الهوكي الوطني.